# Leandra freyreissii
Leandra freyreissii är en tvåhjärtbladig växtart som beskrevs av Célestin Alfred Cogniaux. Leandra freyreissii ingår i släktet Leandra och familjen Melastomataceae. Inga underarter finns listade i Catalogue of Life.